# Oitavo milénio a.C.
No oitavo milénio a.C., que abrangeu o período entre os anos 8 000 e 7 001 a.C., estende-se a prática da agricultura no Crescente fértil e Anatólia. A cerâmica difunde-se (havendo, porém, um desenvolvimento isolado na América Central) e a domesticação de animais de pastoreio estende-se para África e Eurásia. A população mundial é de aproximadamente cinco milhões de indivíduos.

## Eventos
- c. 8 000 a.C.:
  - O Último período glacial termina. Fim da Idade do Gelo.
  - O Paleolítico Superior termina.
  - Aldeias na Caverna de Francti, no Peloponeso, continuam. Primeiras evidências de estoque de carne animal e de sementes de lentilha e amêndoas. Comércio de obsidiana com Milos. Evidências dos primeiros enterros. A povoação foi continuamente ocupada desde 20 000 a.C. e abandonada em 3 000 a.C..
  - Aldeias em Nevalı Çori, na atual Turquia, são fundadas.
  - Aşıklı Höyük, na Capadócia (Turquia central), é fundada.
  - Aldeias em Sagalassos, no atual sudoeste da Turquia, são fundadas. .
  - Aldeias em Akure, no atual sudoeste da Nigeria, são fundadas.
  - Aldeias Øvre Eiker e Nedre Eiker, na atual Buskerud, Noruega, são fundadas.
  - Aldeias em Ærø, Dinamarca, são fundadas.
  - Aldeias em Deepcar, na atual cidade de Sheffield, Inglaterra, são fundadas.
  - O Ártico da América do Norte é habitado por caçadores-coletores da Tradição Paleo-Ártica.
  - Pre-Anasazi paleoamericanos chegam na atual Região Sudoeste dos Estados Unidos.
  - As Culturas Plano habitam as Grandes Planícies da América do Norte.
- c. 8 000 a.C. - 7 000 a.C. — Os períodos Paleolítico e Neolítico se sobrepõem (Mesolítico).
- c. 8 000 a.C. - 2 300 a.C. — Período Neolítico.
- c. 7 500 a.C.:
  - Aldeias em Sand, Applecross na costa de Wester Ross, Escócia, são construídas.
  - Çatalhüyük, perto de Diyarbakır, uma grande aldeia neolítica e da Idade do Cobre, no sul da Anatólia, é fundada.
  - Caçadores-coletores do Mesolítico são os primeiros humanos a chegar na Irlanda.
  - Região da confluência entre os rios Solimões e o Negro, na Amazônia, é povoada por caçadores-coletores.
- c. 7 370 a.C. — Fim dos Muros de Jericó.
- c. 7 200 a.C. — Em Çayönü, no sudeste da Turquia, surgem os primeiros porcos domesticados.
- c. 7 200 a.C. – 5 000 a.C. — Ain Ghazal, Jordânia é habitada.
- c. 7 083 a.C. — Sambaqui de Maratuá, São Paulo, o mais antigo encontrado no Brasil.

## Meio Ambiente
- c. c. 8 000 a.C.:
  - O evento de extinção do Quaternário, que está ocorrendo desde meados do Pleistoceno, se conclui. Muitos animais são extintos, incluindo a preguiça-gigante, o rinoceronte-lanudo, o alce-gigante, o urso-das-cavernas, o leão-das-cavernas e o último tigre-de-dentes-de-sabre. O mamute se extingue na Eurásia e na América do Norte, mas é preservado em pequenas populações de ilhas até c. 1 650 a.C.:
  - Glaciares formam rochas onde hoje é New Hampshire, entre elas aquela conhecida como Old Man of the Mountain.
- c. 7 911 a.C. — Uma série de sete massivas erupções vulcânicas, entre elas uma em Campos Flégreos, abaixa as temperaturas da terra por muitos séculos (até c. 7 090 a.C.).
- c. 7 640 a.C. — Data teorizada para o impacto do Bólido hipotético de Tollmann, com a Terra gerando cataclismos globais.
- c. 7 220 a.C. — Erupção do monte Edgecumbe, no Alaska.
- [sem época ou data conhecida] — Grande saída de água fresca do mar Negro para o mar Egeu.
- c. 12 000 a.C. - 5 000 a.C. — ocorrem inundações em várias regiões do mundo, gerando o aumento abrupto do nível do mar em algumas regiões.

## Tecnologia
- Descoberta da agricultura no Oriente Médio.
- Primeiras evidências da colheita de lentilha em associação com o trigo e a cevada em Mureybet, na Síria, entre 8 500 a.C. – 7 500 a.C., e os assentamentos de Hacılar e Çayönü na Turquia (c. 7 500 a.C. – 6 500 a.C.).
- Batatas e feijões são cultivados na América do Sul.
- Começa o cultivo de milhete e arroz na Ásia Oriental.
- Domesticação do cão.
- Domesticação do gato e do boi da espécie Bos aegyptiacus, no Antigo Egito.
- Domesticação de ovelhas no Sudoeste Asiático.
- Em Çatalhüyük, homens se vestem com peles de animais e usam chapéus do mesmo material.
- Argila e gesso são moldados para formar estátuas em Jericó.
- Ferramentas com lâmina encontradas no sudoeste do Irã por volta de 8 000 a.C., feitas de obsidiana transportada da Anatólia.
- Ferramentas para moer cereais como cabanas, fornos e silos são utilizados na África.
- Casas, cerâmica, fornos, flautas, ferramentas e esculturas são feitas com pedras e ossos na China.
- Argila e gesso são usados para moldar estátuas em Jericó e em Ain Ghazal, na Jordânia.
- Primeiras evidências de moedas no Crescente Fértil do Neolítico.
- Ceramistas do Japão começam a decorar vasilhas de cerâmica usadas para cozinhar.
- Aparecem as primeiras e simples tradições de cerâmica na Coreia.
- Evidências da existência de trigo, cevada, ovelhas, cabras e porcos sugerem que uma economia de produção de alimentos foi adotada na civilização egeia da Grécia.
- Mar do Norte - Grandes área do fundo do mar aparecem na região de Doggerland.
- Há evidências da fabricação de cerâmica e construção de túmulos e jardins no México.
- No vale do México, o chili e grãos (amaranto e milho) são cultivados.